# الإمبراطورية البيزنطية تحت حكم السلالة العمورية
حُكمت الإمبراطورية البيزنطية من قبل السلالة العمورية أو الفريغية من 820 إلى 867. استمرت السلالة العمورية بسياسة استعادة حرب الأيقونات البيزنطية («حرب الأيقونات الثانية») التي بدأها الإمبراطور السابق  «ليون الخامس» في عام 813، إلى أن ألغته الإمبراطورة ثيودورا بمساعدة البطريرك ميثوديوس (Methodios I of Constantinople) في عام 842. أدي استمرار حرب الأيقونات أدى إلى المزيد من تدهور العلاقات بين الشرق والغرب، والتي كانت سيئة بالفعل في أعقاب التتويج البابوي لخط منافس من «الأباطرة الرومان» بداية من شارلمان في عام 800. ازدادت العلاقات سوءا أكثر خلال ما يسمى بالأنشقاق الفوتياني (Photian schism)، عندما تحدى البابا نيكولا الأول ترقية فوتيوس إلى البطريركية.
خلال حرب الأيقونات الثانية، بدأت الإمبراطورية تشهد نشوء أنظمة تشبه الإقطاع، إذ أصبح أصحاب الأراضي الكبار والمحليون بارزين بشكل متزايد، إذ حصلوا على الأراضي مقابل الخدمة العسكرية للحكومة المركزية. كانت أنظمة مماثلة موجودة في الإمبراطورية الرومانية منذ عهد سيفيروس ألكسندر خلال القرن الثالث، عندما مُنح الجنود الرومان وورثتهم الأراضي بشرط خدمة الإمبراطور.

## ميخائيل الثاني
كان ميخائيل في الأصل جنديًا رفيع المستوى يخدم لصالح الإمبراطور مايكل الأول رانجابي من سلالة نيكيفوريان. ساعد ليو الخامس بالإطاحة بمايكل الأول، ولكن مع تدهور العلاقات بين ليو ومايكل، حكم ليو في النهاية على مايكل بالإعدام. ردًا على ذلك، قاد مايكل مؤامرة أسفرت عن اغتيال ليو في عيد الميلاد عام 820. تولى مايكل الثاني العرش على الفور وواجه تمردًا من قبل توماس السلافي، والذي تحول إلى حرب أهلية استمرت أربع سنوات وكادت تكلف مايكل العرش. واصل مايكل ممارسة تحطيم الأيقونات، والتي أعاد ليو الخامس تنشيطها.
شهد عهد مايكل الثاني كارثتين عسكريتين كبيرتين كان لهما تأثير دائم على الإمبراطورية: بداية الغزو الإسلامي لصقلية، وفقدان جزيرة كريت لصالح العرب.
لم يكن مايكل مشهورًا بين رجال الدين الأرثوذكس، لكنه أثبت أنه رجل دولة وإداري كفؤ، وفي النهاية جلب الاستقرار الذي تحتاجه الإمبراطورية جدًا بعد عقود من الصراع والحرب وحتى استعادة الجيش. خلفه ابنه الوحيد ثيوفيلوس عند وفاته عام 829.

## ثيوفيلوس
خلف ثيوفيلوس مايكل الثاني عام 829 وكان آخر إمبراطور بيزنطي يدعم تحطيم الأيقونات. شن ثيوفيلوس حربًا ضد العرب طوال فترة حكمه، وأجبر على الحرب على جبهتين إذ خسر صقلية واستمرت الجيوش العربية في الزحف من الشرق أيضًا. قاد الإمبراطور بنفسه الدفاع بعد غزو الأناضول من قبل الخليفة العباسي المأمون عام 830، لكن البيزنطيين هُزموا وخسروا عدة حصون. في 831 انتقم ثيوفيلوس من خلال قيادة جيش كبير إلى قليقية والاستيلاء على طرسوس. عاد الإمبراطور إلى القسطنطينية منتصرًا، لكن في الخريف هُزم في كابادوكيا. أجبرت هزيمة أخرى في نفس المحافظة عام 833 ثيوفيلوس على رفع دعوى من أجل السلام، والتي حصل عليها في العام التالي، بعد وفاة المأمون.
استمرت الحرب، وقاد ثيوفيلوس شخصيًا الجيوش إلى بلاد ما بين النهرين عام 837، واستولى على ميليتين وأرساموساتا بجيش ضخم قوامه 70 ألفًا. جرت مزيد من المعارك والهجمات حتى وفاة ثيوفيلوس من المرض في 842. وخلفه ابنه مايكل الثالث.

## مايكل الثالث
لعب مايكل الثالث دورًا حيويًا في نهوض البيزنطيين في القرن التاسع. نظرًا لأن مايكل كان يبلغ من العمر عامين فقط عندما توفي والده، كانت الإمبراطورية محكومة بوصاية على العرش برئاسة والدته ثيودورا وعمها سيرجيوس والوزير ثيوكتيستوس. كانت الإمبراطورة تتعاطف مع الأيقونات وأطاحت بالبطريرك يوحنا السابع من القسطنطينية، واستبدلته بالبطريرك الأيقوني ميثوديوس الأول القسطنطيني عام 843. وضع هذا حدًا للموجة الثانية من تحطيم الأيقونات. أطاح مايكل وأنصاره بهذا الوصاية عام 857، وأصبح الإمبراطور المناسب.
شهد عهده استمرار الحرب ضد العرب، وبسبب طبيعته المحبة للمتعة، أطلق عليه مؤرخون منحازون لقاتله وخليفته باسل الأول لقب السكير.